# The Fable of the Divine Spark That Had a Short Circuit
The Fable of the Divine Spark That Had a Short Circuit è un cortometraggio muto del 1915. Il nome del regista non viene riportato.
Il soggetto è tratto da una storia dello scrittore George Ade.

## Produzione
Il film fu prodotto dalla Essanay Film Manufacturing Company.

## Distribuzione
Distribuito dalla General Film Company, il film - un cortometraggio a una bobina - uscì nelle sale cinematografiche USA il 10 marzo 1915.